# Nationalisme arménien
 (septembre 2022).
La mise en forme du texte ne suit pas les recommandations de Wikipédia : il faut le « wikifier ».
Les points d'amélioration suivants sont les cas les plus fréquents. Le détail des points à revoir est peut-être précisé sur la page de discussion.
- Les titres sont pré-formatés par le logiciel. Ils ne sont ni en capitales, ni en gras.
- Le texte ne doit pas être écrit en capitales (les noms de famille non plus), ni en gras, ni en italique, ni en « petit »…
- Le gras n'est utilisé que pour surligner le titre de l'article dans l'introduction, une seule fois.
- L'italique est rarement utilisé : mots en langue étrangère, titres d'œuvres, noms de bateaux, etc.
- Les citations ne sont pas en italique mais en corps de texte normal. Elles sont entourées par des guillemets français : « et ».
- Les listes à puces sont à éviter, des paragraphes rédigés étant largement préférés. Les tableaux sont à réserver à la présentation de données structurées (résultats, etc.).
- Les appels de note de bas de page (petits chiffres en exposant, introduits par l'outil «  Source ») sont à placer entre la fin de phrase et le point final[comme ça].
- Les liens internes (vers d'autres articles de Wikipédia) sont à choisir avec parcimonie. Créez des liens vers des articles approfondissant le sujet. Les termes génériques sans rapport avec le sujet sont à éviter, ainsi que les répétitions de liens vers un même terme.
- Les liens externes sont à placer uniquement dans une section « Liens externes », à la fin de l'article. Ces liens sont à choisir avec parcimonie suivant les règles définies. Si un lien sert de source à l'article, son insertion dans le texte est à faire par les notes de bas de page.
- La présentation des références doit suivre les conventions bibliographiques. Il est recommandé d'utiliser les modèles {{Ouvrage}}, {{Chapitre}}, {{Article}}, {{Lien web}} et/ou {{Bibliographie}}. Le mode d'édition visuel peut mettre en forme automatiquement les références.
- Insérer une infobox (cadre d'informations à droite) n'est pas obligatoire pour parachever la mise en page.

Pour une aide détaillée, merci de consulter Aide:Wikification.
Si vous pensez que ces points ont été résolus, vous pouvez retirer ce bandeau et améliorer la mise en forme d'un autre article.
 (septembre 2022).
Si vous disposez d'ouvrages ou d'articles de référence ou si vous connaissez des sites web de qualité traitant du thème abordé ici, merci de compléter l'article en donnant les références utiles à sa vérifiabilité et en les liant à la section « Notes et références ».

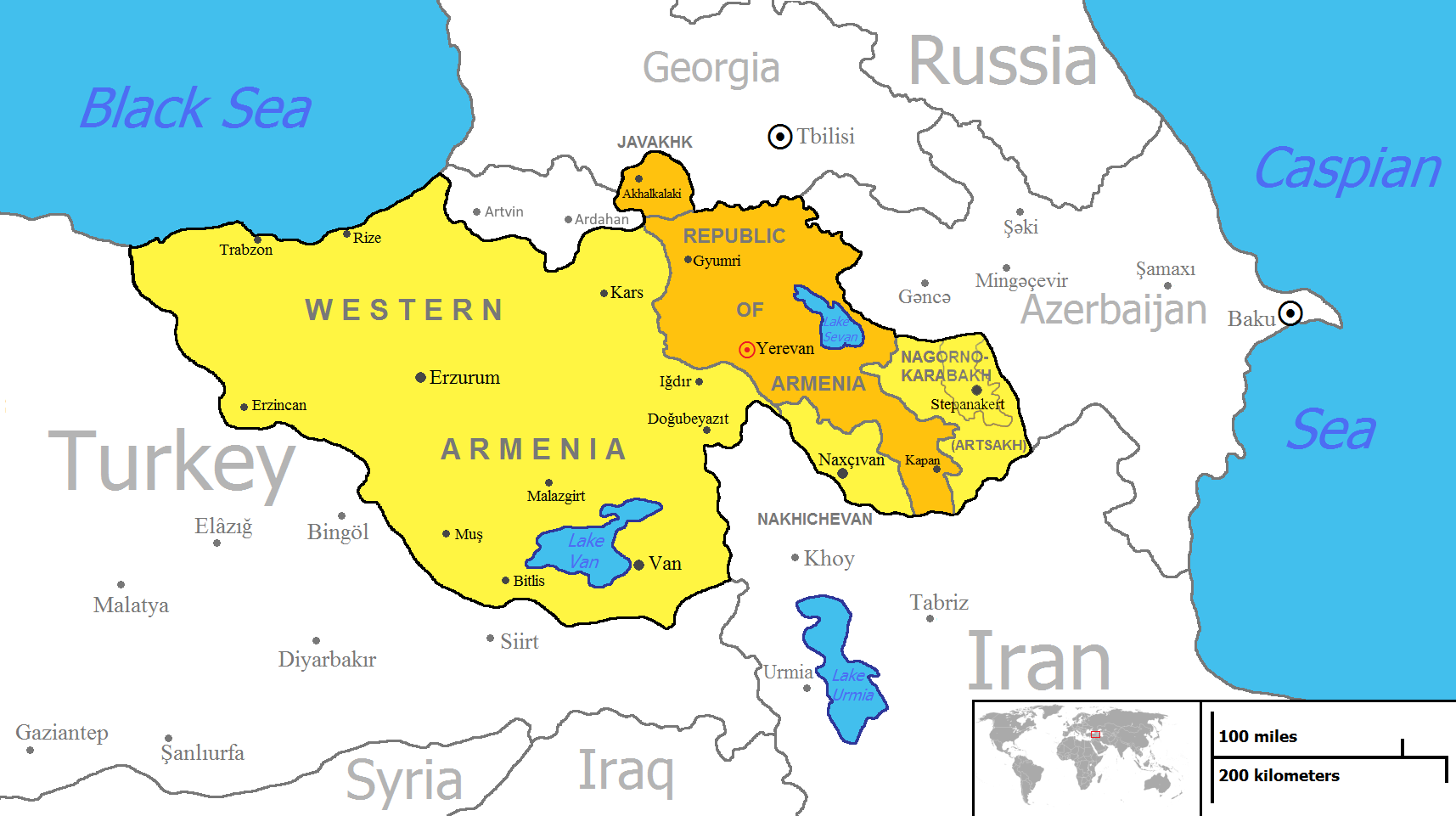
Le concept moderne d'Arménie unie tel qu'utilisé par la Fédération révolutionnaire arménienne (Dachnaktsoutioun) est considéré comme l'exemple le plus marquant du nationalisme arménien moderne.

Le nationalisme arménien dans la période moderne a ses racines dans le nationalisme romantique de Michael Chamchian (1738-1823) et généralement défini comme la création d'une Arménie libre, indépendante et unie formulée comme la cause arménienne (arménien : Հայ Դատ, [hɑj dɑt] ou Hye Dat). L'éveil national arménien s'est développé dans les années 1880 dans le contexte de la montée générale du nationalisme sous l'Empire ottoman. L'Arménie russe a suivi avec des causes importantes. L'Église apostolique arménienne a été un grand défenseur du nationalisme arménien, avec des dirigeants comme Mkrtich Khrimian qui a consacré sa vie à la paysannerie. La mise en place de l'Arménie moderne (1991) et le tissu social arménien devenant plus complexe diminuent progressivement l'influence politique de Hay Dat et s'orientent vers un nationalisme arménien moderne calqué sur un nationalisme libéral.

## Réveil national

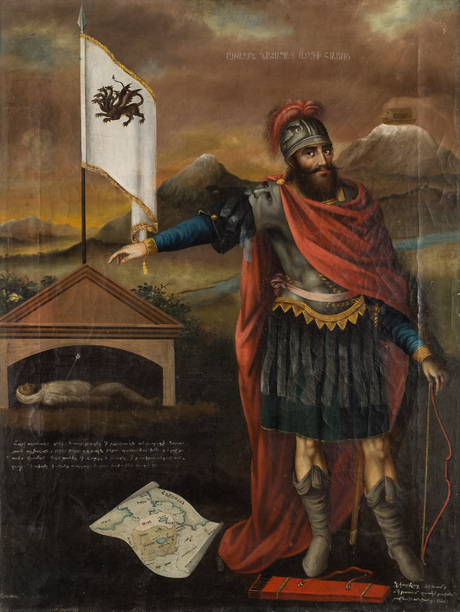
"HaÎk" de Mkrtum Hovnatanian (1779–1846). Le fondateur légendaire de la nation arménienne, debout à côté de la tombe de Bel, avec la flèche de Haïk toujours dans la poitrine de Bel. La carte représente la région du lac de Van et le mont Ararat, avec l'arche de Noé.

La situation des minorités non musulmanes au sein de l'Empire ottoman a considérablement changé à la suite des réformes introduites à l'époque des Tanzimat. Les premières réformes visaient généralement à modifier l'organisation et les systèmes au sein de l'Empire ottoman dans son ensemble. Cependant, à la suite des pressions diplomatiques exercées par les grandes puissances qui avaient soutenu l'Empire ottoman contre la Russie pendant la guerre de Crimée, en 1856, des réformes ont été faites qui visaient à donner aux citoyens non musulmans de l'Empire ottoman les mêmes droits qu'aux citoyens musulmans. La capitation imposée aux non-musulmans a été abolie, les non-musulmans ont été autorisés à devenir soldats et les écoles pour les communautés non musulmanes ont été autorisées à ouvrir.
Dans ces conditions nouvelles et relativement libérales, de nombreuses écoles arméniennes ont été ouvertes dans tout l'Empire ottoman. La plupart de ces écoles acquièrent rapidement un aspect laïc. Les Arméniens ont également créé de nombreuses associations culturelles pour établir une norme minimale pour les programmes et les qualifications des enseignants. En 1880, ces associations se sont regroupées sous le nom de "Union générale des écoles arméniennes".
Après la défaite de l'Empire ottoman lors de la guerre russo-turque de 1877-1878, l'Assemblée nationale arménienne et le patriarche Nersès II de Constantinople envoient le catholicos Mkrtich Khrimian à la tête d'une délégation au Congrès de Berlin pour représenter les Arméniens dans le débat sur la « question arménienne ». . Dans son célèbre discours patriotique "La louche de papier", Mgrtich Khrimian conseille aux Arméniens de prendre le réveil national de la Bulgarie comme modèle des espoirs d'autodétermination du peuple arménien.
L'article 61 du Congrès de Berlin mentionnait la possibilité d'une « Arménie autonome », transformant la «question arménienne» d'un problème interne de l'Empire ottoman en un problème international. Dans le traité, la Turquie ottomane s'est engagée à protéger ses sujets arméniens de l'oppression et de la violence. Cependant, le traité ne prévoyait aucun instrument pour forcer la Turquie à procéder à des réformes. La Turquie et la Russie commencèrent à considérer toutes les expressions de l'identité nationale arménienne, aussi innocentes soient-elles, comme des instruments possibles pour la réalisation de cette autonomie.

## Rôle de l'histoire ancienne
Les Arméniens sont les premiers habitants d'une grande partie du territoire de l'Arménie historique, et les Turcs ne peuvent revendiquer leur présence en Anatolie avant les conquêtes seldjoukides du XIe siècle. La suggestion que les Arméniens étaient également des nouveaux venus dans la région, même si 1500 ans plus tôt que les Turcs, pourrait soulever, dans la logique du nationalisme ethnique, la possibilité que les revendications turques et arméniennes sur le territoire soient « moralement égales ». L'identification avec les gloires lointaines d'Urartu et de ses précurseurs préhistoriques peut être utilisée pour réaffirmer "l'indigénité" arménienne et "compenser les misères modernes", et avec le mont Ararat est devenu un symbole puissant de l'ethnie arménienne, en particulier parmi la diaspora de deuxième génération (Redgate 1995).
En conséquence, les interprétations essentialistes de l'ethnicité arménienne au fil des âges abondent dans l'historiographie arménienne, et fleurissent particulièrement à l'époque soviétique, avec des exemples tels que Pervobytnoye obshchestvo v Amenii de SA Sardarian de 1967 qui, outre "de nombreux plagiats et erreurs", va jusqu'à postuler une race arménienne distincte originaire du plateau arménien et attribuent l'invention de la métallurgie aux Arméniens (Kohl et Tsetskhladze 1995). Les représentations fortement inclinées d'Urartu sont courantes dans cette littérature. Il existe des scénarios scientifiques raisonnables selon lesquels il y avait une composante proto-arménienne à Urartu, et que les premiers Arméniens étaient les héritiers culturels de bonne foi d'Urartu, mais la vision essentialiste de la nation arménienne qui assimile simplement Urartu à l'Arménie ne peut être soutenue (Kohl et Tsetskhladze 1995).[réf. nécessaire]

## Arménie russe
Dans l'Empire russe, des tentatives ont été faites pour réduire les pouvoirs et les privilèges d'Etchmiadzin, pour influencer l'élection du Catholicos, et l'étude de l'histoire et de la culture arméniennes a été activement découragée. Dans l'Empire ottoman, des matières telles que l'histoire de l'Arménie étaient interdites dans les écoles arméniennes. En réponse, ces matières ont souvent continué à être enseignées en secret, créant davantage de suspicion aux yeux des autorités ottomanes. Il était interdit de vendre ou d'afficher en public des images représentant des scènes de l'histoire arménienne. Les journaux arméniens ont également commencé à être fermés ou à être fortement censurés. Dans les années 1890, de nombreuses écoles arméniennes ont été fermées et, en 1893, l'« Union générale des écoles arméniennes » a été abolie. De nombreux enseignants des écoles arméniennes ont été spécifiquement ciblés et tués dans l'Empire ottoman lors des massacres hamidiens.

## Génocide arménien
Le sort des Arméniens s'est aggravé au sein de l'Empire ottoman, avec la Première Guerre mondiale suivie du génocide arménien, au cours duquel jusqu'à 1 500 000 Arméniens ont été tués. Après la Première Guerre mondiale, les Arméniens non dispersés dans la diaspora arménienne se sont retrouvés après la chute de l'éphémère République démocratique d'Arménie réduits à une république au sein de l'Union soviétique, la RSS d'Arménie.

## Temps modernes et anti-turquisme
Une Arménie historique a été préconisée par la Fédération révolutionnaire arménienne à l'époque soviétique, qui incorporerait le Nakhitchevan en Azerbaïdjan et la Turquie orientale (parties occidentales des hautes terres arméniennes). Selon Suny, le nationalisme arménien du XXe siècle a mis l'accent sur "l'ancienne origine des Arméniens", et a par conséquent embrassé l'hypothèse arménienne des origines indo-européennes transmise par les savants soviétiques dans les années 1980,,. À l'époque soviétique, le nationalisme arménien au sein de l'Arménie soviétique se distinguait des autres nationalismes de peuples absorbés par l'Union soviétique, tels que le géorgien, l'ukrainien ou l'estonien, en ce qu'il ne se dirigeait pas contre les Russes dominants, mais continuait à se concentrer sur l'ennemi traditionnel., les Turcs, et fut par conséquent subtilement encouragé par le gouvernement communiste. Par exemple, Saparov souligne que l'anti-turquisme était la principale direction et force motrice du nationalisme arménien en Arménie soviétique. Selon Ghulyan, l'anti-turquisme, ainsi que l'idée des origines anciennes (autochtonie) des Arméniens, ont continué à rester une direction importante du nationalisme arménien et de ses diverses réflexions dans l'Arménie moderne.
Le nationalisme arménien s'est notamment opposé au nationalisme turc. Selon Brannen, pour les communautés diasporiques arméniennes aux États-Unis et au Canada, la mémoire historique du génocide arménien perpétré par les Turcs ottomans en avril 1915 était devenue un centre autour duquel se forme la formation de l'identité arménienne. Le nationalisme de la diaspora arménienne a une forte composante nostalgique d'un temps et d'un lieu perdus, principalement symbolisés par le mont Ararat qui, bien que visible depuis Erevan, se trouve sur le territoire turc.

## Partis

### Actuels
- Parti libéral démocrate arménien (1921-présent)
- Fédération révolutionnaire arménienne (1890-présent)
- Dignité, Démocratie, Patrie (? )
- Hayazn (2009-présent)
- Patrimoine (2012-présent)
- Puissante Patrie (? )
- Renaissance nationale (2013-présent)
- Parti républicain d'Arménie (depuis 1990)
- Parti panarménien Sasna Tsrer (depuis 2018)
- Parti social-démocrate Hentchak (1887-présent)
- Union pour l'autodétermination nationale (1987-présent)
- Parti national libéral uni (depuis 2007)
- Parti adéquat (2019-présent)

### Ancien
- Parti Arménagan (1885–1921)
- Parti national uni (1966-1987)
- Mouvement national panarménien (1988-2013)